# Taliqua Clancy
Pour les articles homonymes, voir Clancy.
Taliqua Clancy, née le 25 juin 1992 à Kingaroy, est une joueuse australienne de beach-volley. Après le bronze aux Mondiaux en 2019, elle est sacrée vice-championne olympique aux Jeux en 2021.

## Jeunesse
Taliqua Clancy est née à Kingaroy dans le Queensland dans une famille d'Aborigènes d'Australie (Wulli Wulli (en) et Goreng Goreng (en)).

## Carrière
Elle participe aux Jeux olympiques d'été de 2016 avec Louise Bawden mais la paire est éliminée en quarts de finale.
Aux Jeux du Commonwealth de 2018, elle fait équipe avec Mariafe Artacho del Solar et remporte tous leurs matchs de poule. En quart, la paire bat les Rwandaises Charlotte Nzayisenga et Denyse Mutatsimpundu (21-9, 21-8) puis les Vanuataises Linline Matauatu et Miller Pata (21-19, 16-21, 15-9). En finale, elle rencontre les Canadiennes Melissa Humana-Paredes et Sarah Pavan qui les battent deux sets à zéro et les Australiennes repartent avec la médaille d'argent.
Lors des quarts des Jeux olympiques d'été de 2020, sa partenaire Artacho del Solar et elle battent les Canadiennes Humana-Paredes et Pavan — qui les avaient battues en finale des Jeux du Commonwealth trois ans plus tôt — en quarts, puis les Letonnes Tina Graudina et Anastasija Kravenoka en demi. En finale, elle perdent 2 sets à 0 face à la paire Américaine composée de Alexandra Klineman et April Ross.